# Orleton (Worcestershire)
Orleton – przysiółek w Anglii, w Worcestershire, w dystrykcie Malvern Hills, w civil parish Stanford with Orleton. Leży 19,4 km od miasta Worcester i 184 km od Londynu. W 1931 roku civil parish liczyła 61 mieszkańców. Orleton jest wspomniana w Domesday Book (1086) jako Alretune.